# Meno (Oklahoma)
Meno è un comune degli Stati Uniti d'America, situato nello Stato dell'Oklahoma, nella Contea di Major.